# Valle Taylor

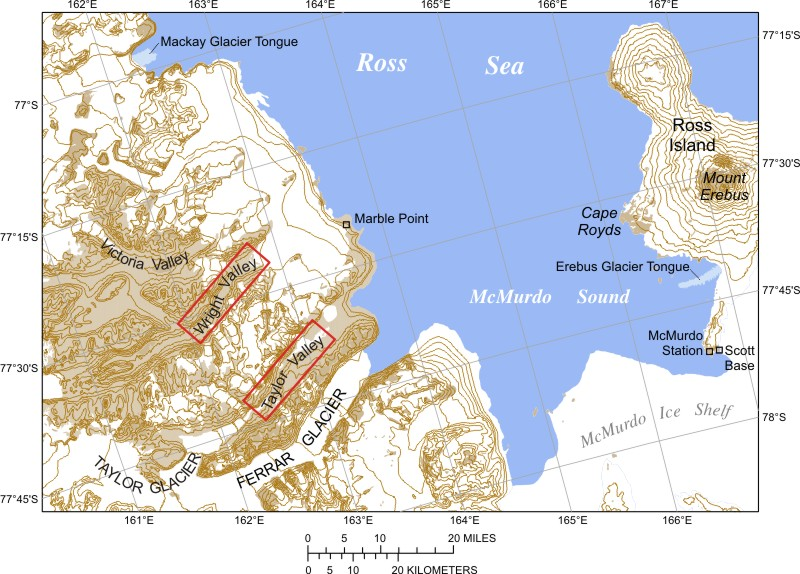
Mapa mostrando la ubicación del Valle Taylor.

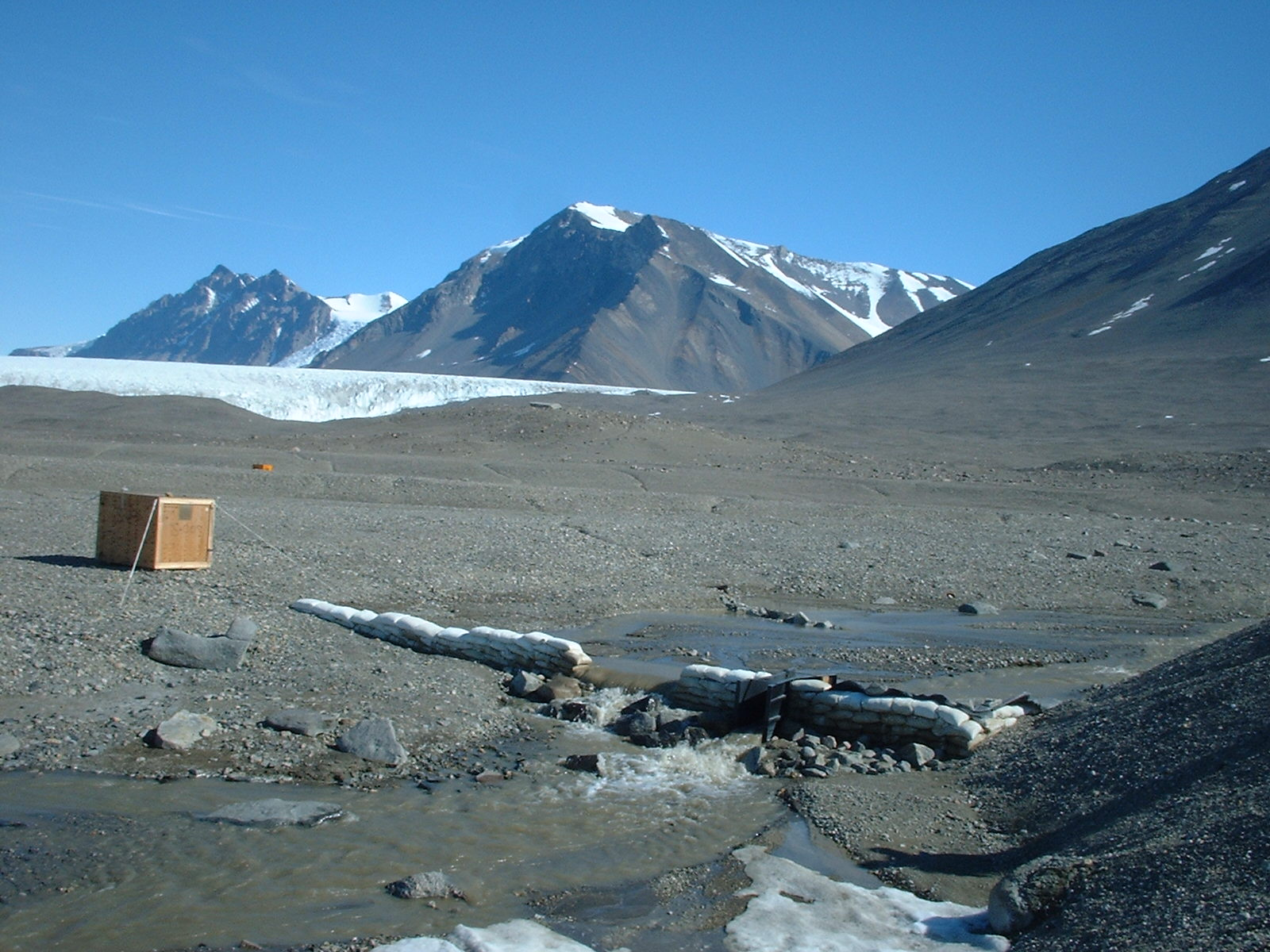
Fotografía de la estación del USGS de aforo de caudal en Huey Creek, Valle Taylor, Tierra de Victoria (2002).

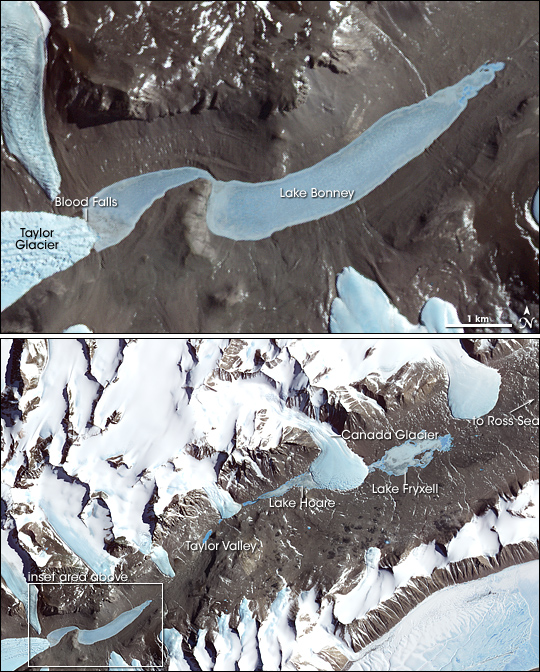
Imagen satelital del valle, con un inserto del lago Bonney.

El valle Taylor es el valle más al sur de los tres grandes valles secos en las Montañas Transantárticas, Tierra de Victoria, ubicado al oeste de estrecho de McMurdo. El valle va desde el glaciar Taylor en el oeste hasta el estrecho de McMurdo en Explorers Cove en el extremo noroeste de bahía de New Harbour por el este y tiene unos 29 km de largo. Antiguamente estuvo cubierto por el glaciar Taylor, del cual deriva su nombre. El valle Taylor aloja al lago Bonney en el oeste y al lago Fryxell en su zona este, y entre los dos se encuentran el lago Hoare, lago Chad, lago Popplewell, Mummy Pond y Parera Pond.
Al este del lago Bonney se encuentra el valle Pearse. El valle Taylor se encuentra separado del valle Wright por el norte por el Asgard Range, y del glaciar Ferrar por el sur por las colinas Kukri.
El valle Taylor fue descubierto por la Expedición Antártica Británica (BrNAE) (1901–04), siendo explorado con mayor detalle durante las BrAE de (1907–09) y (1910–13), y denominado en honor al geólogo australiano Thomas Griffith Taylor.